# Кичеста съсънка
Кичеста съсънка (Anemone coronaria), известна още като короновано анемоне, маково анемоне, испански невен и вятърно цвете, е вид цъфтящо растение от рода Anemone, родом от средиземноморския регион.

## Описание
Кичестата съсънка е тревисто многогодишно грудково растение, което расте до 20 – 40 cm височина, рядко до 60 cm, разпространява се до 15 – 23 cm, с базална розетка от няколко листа, листа с три разклонения, всяко от които с дълбок лоб. Цветовете, които цъфтят от април до юни, са поединично върху високо стъбло с въртоп от малки листа, точно под цвета; цветът е с диаметър 3 – 8 см, с 5 – 8 червени (но може да са бели или сини) изящни венчелистчета, венчелистчеподобни листенца и черен център. Цветният прашец е сух, има необработен екзин, диаметър е по-малък от 40 nm и обикновено се отлага в рамките на 1,5 m от неговия източник. Тази централна могила се състои от плътно опаковани пистили в центъра, с пръстен, наподобяващ корона около тичинките, заобикалящи това, което дава на вида името. В дивата природа кичестата съсънка има зимен цъфтеж и кръстосано се опрашва от пчели, мухи и бръмбари, които могат да пренасят прашеца ѝ на дълги разстояния. Цветовете дават 200 – 300 семена. Растенията образуват твърди черни грудки като органи за съхранение.
Освен цветята си, наподобяващи макове, червените единични диви форми наподобяват цветята на червената единична дива форма на Ranunculus asiaticus.

## Етимология
„Анемоне коронария“ означава „короновано анемоне“, отнасящо се до централната корона на цветето, предизвикваща царствени асоциации. Арабското име е shaqa'iq An-Nu'man, преведено буквално като „рани/парчета от Ну'ман“. Един възможен източник на името се дължи на шумерския бог на храната и растителността – Таммуз, чийто финикийски епитет е бил „Nea'man“. Таммуз обикновено се смята, че е бил вкаран в гръцкия пантеон като Адонис, който умрял от раните си, докато ловувал дива свиня. Божеството се трансформира в цвете, оцветено от кръвта на Адонис.  Смята се, че финикийският епитет на Таммуз „Nea'man“ е източник на „an-Nu'man“ на арабски език, което идва през сирийски, и на „анемоне“ (anemone), което е идва през гръцки език. Друг възможен източник на името е Ан-Ну'ман III Бин Ал Мунтир, последният лахмидски цар на Ал-Хира (582-ок.609 г. сл. н.е.) и християнска Арабия. Известно е, че Ан-Ну'ман е защитавал цветята по време на неговото царуване. Според мита, цветето избуява на гроба на Ан-Ну'ман, паралелно със смъртта и прераждането на Адонис.
На иврит анемонето е „kalanit metzuya“. „Каланит“ идва от еврейската дума „кала כלה“, която означава „булка“, а „metzuya“ означава „обща“. Каланитът спечели името си заради красотата и величието си, предизвиквана от булка в сватбения ѝ ден. През 2013 г. кичестата съсънка е избрана за национално цвете на Израел, в анкета, организирана от Обществото за защита на природата в Израел (החברה להגנת הטבע) и Ynet. Всяка година в Израел се провежда едномесечен фестивал за честване на цъфтежа на червените анемони.  По време на британския мандат за Палестина британските десантници бяха наречени „kalaniyot“ заради червените си барети.

## Таксономия
В рода Anemone, кичестата съсънка е поставен в подрода Anemone, раздел Anemone, подсекция Anemone. Подскеция Anemone съдържа пет вида:
1. Кичеста съсънка (Anemone coronaria)
2. Anemone hortensis L.
3. Anemone palmata L.
4. Anemone pavonina Lam.
5. Anemone somaliensis Hepper. (сестра на кичестата съсънка)

Тази серия е клад от средиземноморски анемони с грудки. Това е и видът за подрода.

## Култивиране
Кичестата съсенка е въведена в Англия преди 1596 г., описана е в изданието за билки на Томас Джонсън, публикувано за първи път през 1597 г. и популярно по времето на кралица Елизабет I. До началото на 18 век развъдниците във Франция и Италия вече имат значително подобрена гама от налични цветове.
Съвременните сортове имат много големи цветове, с диаметър 8 – 10 cm, и широка гама от ярки и пастелни цветове, в допълнение към два тонирани сорта. Центърът обикновено е черен, но може да е бледозелен в белите сортове. Стъблата могат да бъдат високи до 40 – 50 cm и всяко растение може да даде 13 – 15 цъфтежа.

## Разпространение и хабитат
Източно средиземноморско крайбрежие – от Гърция, Албания, Южна Турция и Сирия до Израел, със спорадично разширение на изток до Северен Ирак и на запад по средиземноморските брегове на Италия, Южна Франция и Северна Африка. Кичестата съсънка расте в диво състояние във всички райони на Сирия и Палестина.

## Галерия
- Бял цвят
- Чевено-бяло анемоне
- Чевено-бяло анемоне
- Чевено-бяло анемоне
- Червен цвят
- Син цвят
- Лилав цвят
- Сканограф на лилав цвят